# Liste des Justes de l'Ain
Cette liste recense les vingt personnes du département français de l'Ain ayant reçu le titre de « Juste parmi les nations » par le Comité pour Yad Vashem au 2 janvier 2015.

## Les Justes de l'Ain

### Belley
- Jean-Marie Bordonnat[2], sauveur de Gilbert Lévy[3].

- Pierre Félix Reveyron (1903-1987) et Anna Joséphine Reveyron, née Legay (1903-1998), sauveurs d'Herman et de Maurice Klein[4].

### Bourg-en-Bresse
- René Nodot (1916 - )[5], sauveur d'Alex Rosenzweig.

### Cormaranche-en-Bugey
- Julia Billion, née Berthet (1907-1996) et Marius Billion (1901-1992), sauveurs de Salomon Margulies[6].

### Génissiat
- Jean Voirin (1897 - ?) et  Emma Voirin, née Chapuis (1903 - ?), sauveurs de madame Rosenfeld (née Krzuk)[7].

### Hauteville
- Émile Deusy (1891-1968) et son fils Edmont Deusy (1920-1999), sauveurs d'Hélène Zylberman (née Karczewer)[8].

### La Balme sur Cerdon,lieu-dit«Le Sapel»
- Arthur Jaccard (1883-1943), Wilhelmine Jaccard, née Wershing (1887-1963) et leur fille Ruth Jaccard-Monney (1919-2001)[9], sauveurs de Rachel Markowitz, Sophie Markowitz et d'Hélène Zissman.

### Lompnieu
- Joseph Eugene Gonguet (1871-1950)[10] et Louise Martinand, née Genod (1914-2012)[11], tous deux sauveurs de Saül Janou.

### Miribel

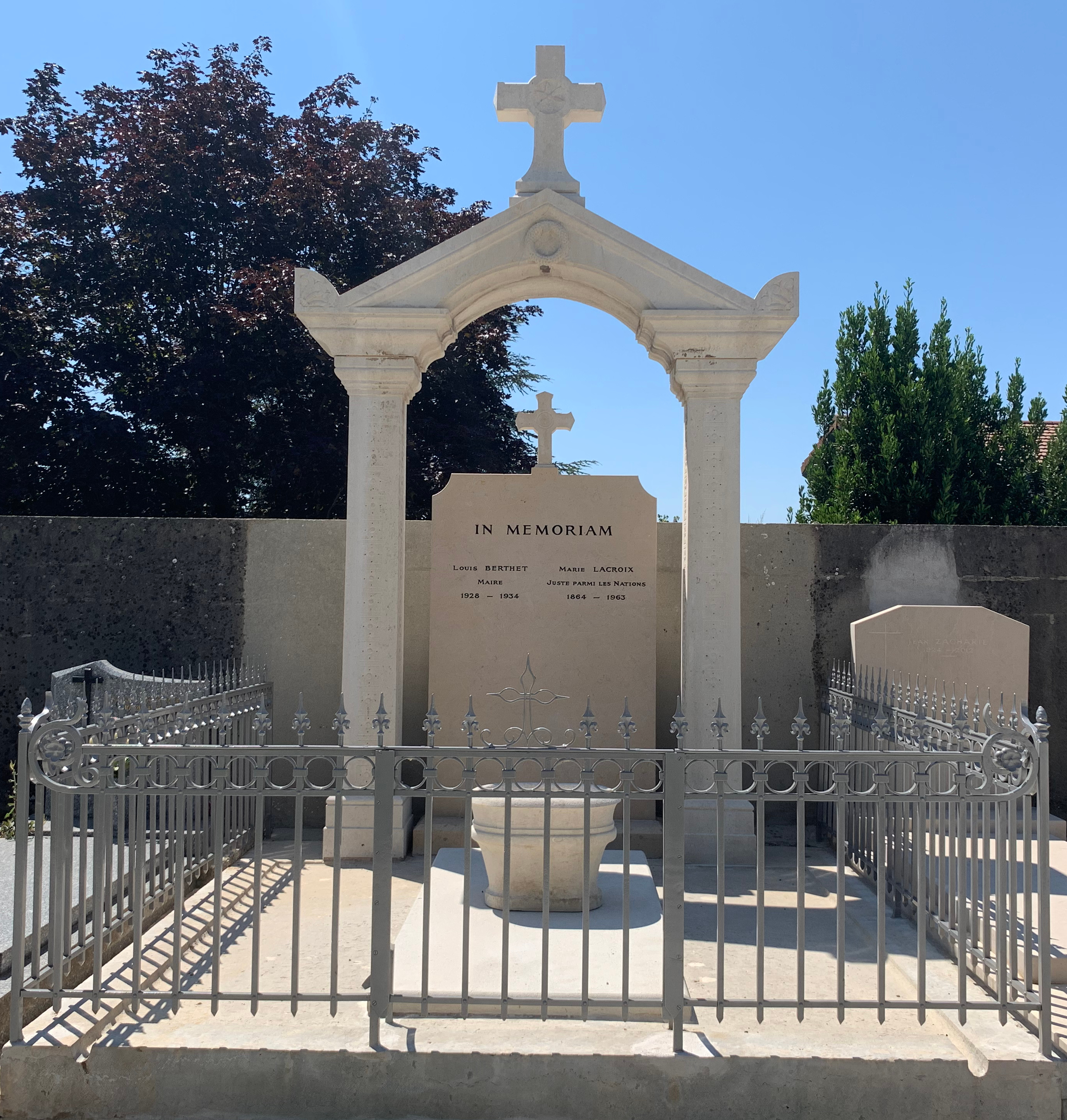
Tombe de Marie Lacroix à Miribel.

- Marie Lacroix, née Barse (1884-1963)[12] qui a sauvé Etty Buzyn (née Wrobel) et son frère Georges Wrobel[13].

### Neyron

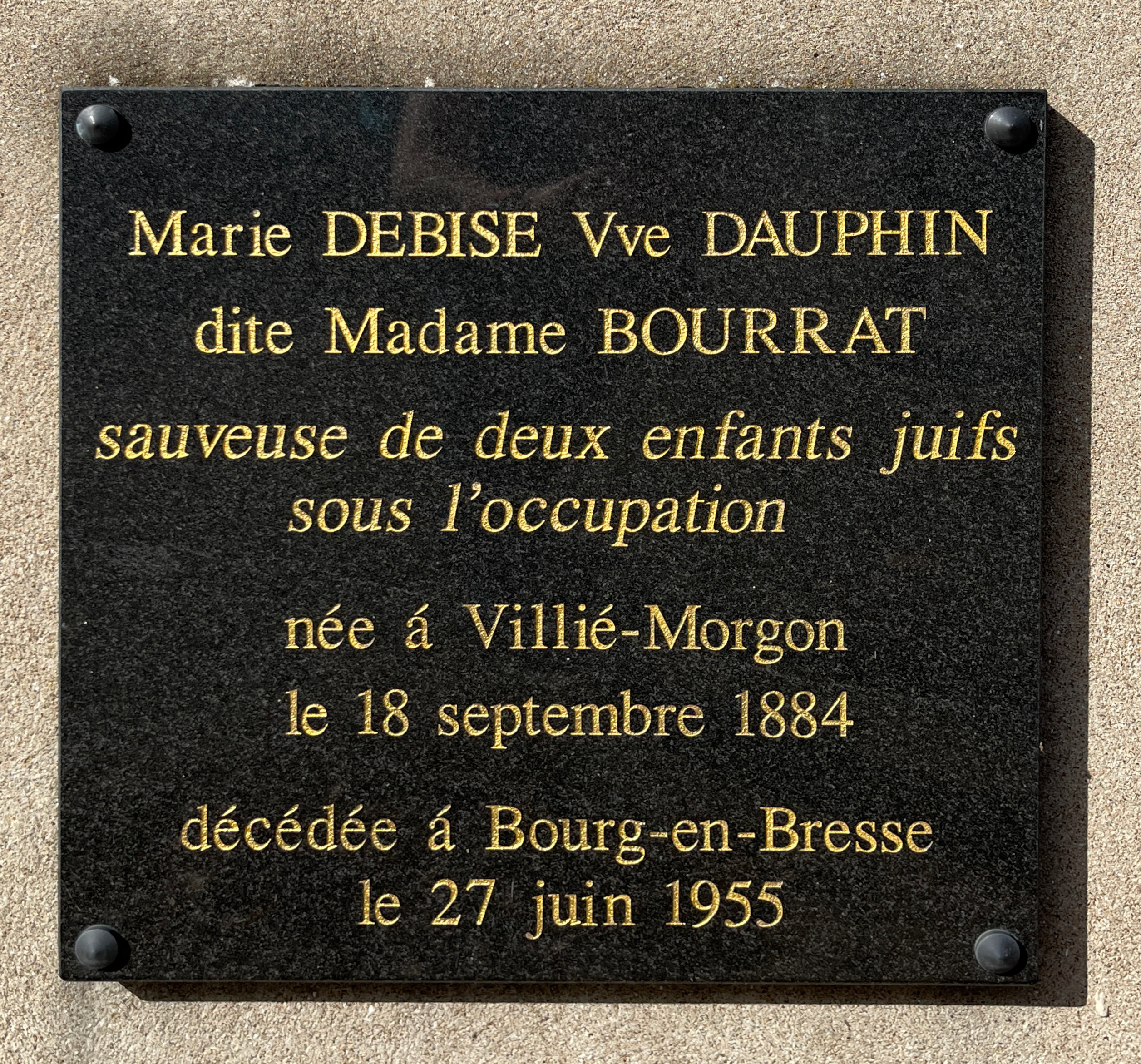
Plaque en hommage à Marie Dauphin, au cimetière de Bourg-en-Bresse.

- Marie Dauphin, née Debise (1894-1955)[14].

### Saint-Étienne-du-Bois
- Pierre Convert (1922 - fusillé en 1944), sauveur de Lisa Chiche (née Jacubowicz), de Léopold Jacubowicz et de Filip Jacubowicz[15],[16].
La place située devant sa maison natale à Saint-Étienne-du-Bois est nommée depuis 2014 « place Pierre-Convert »[17] (osm).

### Sainte-Euphémie
- Benoit Neroud (1896-1963) et Annette Neroud, née Moine (1896-1951), sauveurs de M. Claude Biron et de Françoise Roffi (née Biron)[18].

### Saint-Laurent-sur-Saône
- Alexandre Nicolot (1892-1976), sauveur de Claude Bloch, Jules Bloch, Marthe Bloch (née Ebstein) et de Colette Gersom (née Bloch)[19].

## Lieux de sauvetage par des Justes, dans l'Ain
| Bourg-en-Bresse Belley Cormaranche-en-Bugey Génissiat Hauteville Labalme Lompnieu Miribel Saint-Étienne-du-Bois Sainte-Euphémie Neyron Saint-Laurent-sur-Saône |